# Undaground All Stars: The Texas Line Up
Undaground All Stars: The Texas Line Up – dziesiąty studyjny album amerykańskiego rapera Lil’ Keke’a. Został wydany 29 marca, 2005 roku. Gościnnie występują Mike Jones, Big Pokey, Devin The Dude, Bun B, Big Hawk, Z-Ro, Trae, Slim Thug, Paul Wall, Lil’ O, 8Ball, Killa Kyleon, Mike D i wielu innych.

## Lista utworów
1. Intro
2. Luv By Few, Hated by Many
3. Da Don Is Back
4. Still Tippin' [Remix] (featuring Mike Jones & Big Pokey)
5. Body Rock Wit Me (featuring Devin The Dude)
6. Commercial
7. Gun Play (featuring Commission Music Group)
8. What It Do (featuring Big Pokey & Big Hawk)
9. Bottom 2 Da Top (8Ball & Killa Kyleon)
10. Undaground All-Stars (featuring Lil’ O & Mike D)
11. Icon CMG (featuring Lil’ C & AG)
12. Real & Fake  (featuring Chris Ward & Big Pokey)
13. Swagger Black
14. Evil That Men Do
15. Pimp Tha Pen III [Remix} (featuring Slim Thug & Paul Wall)
16. Untitled (utwór dodatkowy)
17. Untitled (utwór dodatkowy)